# Nam-gu, Pohang
Quận Nam hay Nam-gu là một quận không tự trị của thành phố Pohang ở Gyeongsang Bắc, Hàn Quốc.

## Phân cấp hành chính
Nam-gu được chia thành 3 thị trấn (eup), 4 xã (myeon), và 7 phường (dong).
|                | Hangul   | Hanja    |
| -------------- | -------- | -------- |
| Guryongpo-eup  | 구룡포읍 | 九龍浦邑 |
| Yeonil-eup     | 연일읍   | 延日邑   |
| Ocheon-eup     | 오천읍   | 烏川邑   |
| Daesong-myeon  | 대송면   | 大松面   |
| Donghae-myeon  | 동해면   | 東海面   |
| Janggi-myeon   | 장기면   | 長鬐面   |
| Homigot-myeon  | 호미곶면 | 虎尾串面 |
| Sangdae-dong   | 상대동   | 上大洞   |
| Haedo-dong     | 해도동   | 海島洞   |
| Songdo-dong    | 송도동   | 松島洞   |
| Cheongnim-dong | 청림동   | 靑林洞   |
| Jecheol-dong   | 제철동   | 製鐵洞   |
| Hyogok-dong    | 효곡동   | 孝谷洞   |
| Daei-dong      | 대이동   | 大梨洞   |

## Liên kết
- (tiếng Hàn) Website chính thức